# ジョニー・"ギター"・ワトソン
ジョニー・"ギター"・ワトソン（Johnny "Guitar" Watson, 1935年2月3日 - 1996年5月17日）は、アメリカ合衆国テキサス州ヒューストン出身のブルース・ギタリスト、シンガー。
クラレンス・"ゲイトマウス"・ブラウン、T-ボーン・ウォーカーらテキサス系ブルースの流れを汲むサウンドを基調としながら、シンセサイザーやトーキング・モジュレーターを取り入れたファンクを展開するなど、大胆に新しいサウンド切り開いたことでも知られている。

## 来歴
1935年、テキサス州ヒューストンに生まれる。ピアニストだった父親からピアノの手ほどきを受けるが、やがてギターに興味を示すようになった。11歳で祖父からギターを贈られたワトソンは、クラレンス・"ゲイトマウス"・ブラウン、アルバート・コリンズらのギターを手本に腕を磨いた。
15歳のとき両親が離婚すると、母親に連れられてロサンゼルスに移住した。新天地ではタレントコンテストで立て続けに優勝をさらうなどして頭角を現し、1952年には、チャック・ヒギンズのバンドで"Motorhead Baby"をレコーディング。ワトソンはピアノと歌を担当した。1953年にはキング・レコード傘下のフェデラルからソロ・アーティストとしてのレコード・デビューを果たした。
デビュー当初はヤング・ジョニー・ワトソンと名乗っていたが、1954年の西部劇映画「Johnny Guitar」をみて、「ジョニー・"ギター"・ワトソン」という芸名を思いつき、以後これを使用するようになった。
ワトソンの存在を確固たるものにしたのは1955年に契約したRPMレコード時代だ。"Too Tired"、"Gonna Hit That Highway"、"Hot Little Mama"などの曲がこの時代に生まれている。また、RPM時代にはアール・キングのカバー"Those Lonely, Lonely Nights"がR&Bチャート10位に食い込むヒットを記録している。1957年には、キーン・レーベルより代表曲となった"Gangster of Love"をリリースし、小ヒットとなっている。
この後、1960年代にかけて、ワトソンはエスコート、クラス、ゴス、チェス、そして再びキングとレーベルを渡り歩く。チェスでは、ジャズ・トリオ形式のアルバムThe Blues Soul of Johnny "Guitar" Watsonをリリースするなど、新たなサウンドを切り開こうとする姿勢が目立つようになった。また、1961、62年には自身の作品以外にもキングからリリースとなったジョニー・オーティスの作品にも参加している。
1966年には、オーケーと契約。同レーベルからは、ラリー・ウィリアムズとの共演盤を含む3枚のアルバムをリリースしている。
1976年、ワトソンはDJMより「Ain't That A Bitch」をリリースする。この作品はドラムスとホーン以外の楽器を全て自らこなし、独自のファンク・ブルースを作り上げたもので、彼のサウンドの大きな転機となった。さらに77年には「Real Mother for Ya」を発表した。このタイトル曲は、現在もファンク・ブルースの人気曲となっている。ワトソンは70年代後半から1980年代にかけて、DJMから主要作となるアルバムを連発した。DJM時代は、彼のキャリアのピークのひとつと言ってよいだろう。
1982年にはDJMを離れてA&MよりThat's What Time It Isをリリースするが、同レーベルからはこの1作で終わり、続くヴァレーヴューからのアルバムStrike On Computers 以降は、暫く新作からは遠ざかっている。
1985年、初来日。シンセサイザー・プレイヤーを複数配したブルースらしからぬバンド編成でブルースからファンク、ラップに至るまで披露し、創作意欲が健在であることを見せつけた。
1990年代に入ると、スヌープ・ドギー・ドッグらが彼の曲をサンプリングし、再び注目を集めるようになる。そんな中1994年、久々のアルバムBow Wowをリリース。これが米国でビルボードのR&Bアルバムチャート48位にチャートイン、1995年のグラミー賞にもノミネートされた。
その勢いに乗り、1996年、ワトソンはジャパン・ブルース・カーニバル出演のため、久々の来日を果たした。しかし、横浜のクラブ、ブルースカフェでの単独公演の最中に心筋梗塞によりステージで倒れてしまう。病院に運ばれるも、ワトソンはそのまま息を引き取ってしまった。その翌日に控えていた東京の日比谷野外音楽堂には、多くのファンが急逝を知らないまま詰めかけた。
ワトソンは、ロサンゼルス郊外グレンデールのフォレスト・ローン・メモリアル・パークに眠っている。
なお、1970年代と1980年代には、彼に大きな影響を受けたフランク・ザッパの数作のアルバムに客演した。

## ディスコグラフィー

### オリジナル
- 1958年 Gangster of Love (King)
- 1963年 I Cried for You (Cadet)
- 1963年 Johnny Guitar Watson (King)
- 1964年 The Blues Soul of Johnny "Guitar" Watson (Cadet)
- 1967年 BAD (Okeh)
- 1967年 In the Fats Bag (Okeh)
- 1967年 Two for the Price of One (Okeh) ※ラリー・ウィリアムズとの共演盤
- 1973年 Listen (Fantasy)
- 1975年 I Don't Want to Be Alone, Stranger (Fantasy)
- 1976年 Ain't That A Bitch (DJM)
- 1976年 Captured Live (DJM)
- 1977年 A Real Mother for Ya (DJM)
- 1977年 Funk Beyond the Call of Duty (DJM)
- 1978年 Giant (DJM)
- 1979年 What the Hell Is This (DJM)
- 1980年 Love Jones (DJM)
- 1981年 Johnny "Guitar "Watson and the Family Clone (DJM)
- 1982年 That's What Time It Is (A&M)
- 1984年 Strike On Computers (Valley Vue)
- 1994年 Bow Wow (Wilma)

### 編集盤
- 1975年 Gangster Is Back (RedLightnin')
- 1986年 Three Hours Past Midnight (Flair)
- 1999年 The Very Best of Johnny "Guitar" Watson (Rhino)
- 2003年 Gonna Hit That Highway: The Complete RPM Recordings (P-Vine)
- 2004年 Superman Lover: The Ultimate Collection (Sanctuary)

### 客演
- 1975年 One Size Fits All - The Mothers of Invention (DiscReet)
- 1984年 Them or Us - Frank Zappa (Barking Pumpkin)
- 1984年 Thing-Fish - Frank Zappa (Barking Pumpkin)
- 1985年 Frank Zappa Meets the Mothers of Prevention - Frank Zappa (Barking Pumpkin)